# International Piano Series
Die International Piano Series ist eine beachtete Londoner Klavierkonzertreihe, ursprünglich gesponsert vom Warenhaus Harrods. Im Rahmen der seit 1988 stattfindenden Reihe treten einerseits international führende Pianisten der klassischen Musik auf, andererseits werden auch vielversprechende Nachwuchspianisten vorgestellt.
Die Konzerte finden in der Royal Festival Hall und der Queen Elizabeth Hall statt.